# 1979 год в спорте
Список 1979 год в спорте описывает спортивные события, произошедшие в 1979 году.

## СССР
- Летняя Спартакиада народов СССР 1979;
  - Бокс на летней Спартакиаде народов СССР 1979;
  - Волейбол на летней Спартакиаде народов СССР 1979 — женщины;
  - Волейбол на летней Спартакиаде народов СССР 1979 — мужчины;
  - Лёгкая атлетика на летней Спартакиаде народов СССР 1979;
- Чемпионат СССР по волейболу среди женщин 1978/1979;
- Чемпионат СССР по волейболу среди мужчин 1978/1979;
- Чемпионат СССР по волейболу среди мужчин 1979/1980;
- Чемпионат СССР по классической борьбе 1979;
- Чемпионат СССР по международным шашкам среди женщин 1979;
- Чемпионат СССР по хоккею с мячом 1978/1979;
- Чемпионат СССР по шахматам 1979;
- Первенство СССР между командами союзных республик по шахматам 1979;

### Футбол
- Кубок СССР по футболу 1979;
- Чемпионат Латвийской ССР по футболу 1979;
- Чемпионат СССР по футболу 1979;
- Созданы клубы:
  - «Атоммаш»;
  - «Океан»;
  - «Приазовье»;
  - «Экибастузец»;

### Хоккей с шайбой
- Чемпионат СССР по хоккею с шайбой 1978/1979;
- Чемпионат СССР по хоккею с шайбой 1979/1980;
- Созданы клубы:
  - «Динамо» (Харьков);
  - «Липецк»;

## Международные события
- Летняя Универсиада 1979;
- Панамериканские игры 1979;
- Средиземноморские игры 1979;
- Чемпионат Европы по бейсболу 1979;
- Чемпионат Европы по боксу 1979;
- Чемпионат Европы по фигурному катанию 1979;

### Чемпионаты мира
- Чемпионат мира по биатлону 1979;
- Чемпионат мира по конькобежному спорту в классическом многоборье 1979;
- Чемпионат мира по конькобежному спорту в классическом многоборье среди женщин 1979;
- Чемпионат мира по фигурному катанию 1979;
- Чемпионат мира по хоккею с мячом 1979;
- Чемпионат мира по художественной гимнастике 1979;

### Баскетбол
- Кубок чемпионов ФИБА 1978/1979;
- Кубок чемпионов ФИБА 1979/1980;
- Чемпионат Европы по баскетболу 1979;

### Волейбол
- Кубок европейских чемпионов по волейболу среди женщин 1978/1979;
- Кубок европейских чемпионов по волейболу среди женщин 1979/1980;
- Чемпионат Азии по волейболу среди женщин 1979;
- Чемпионат Азии по волейболу среди мужчин 1979;
- Чемпионат Африки по волейболу среди мужчин 1979;
- Чемпионат Европы по волейболу среди женщин 1979;
- Чемпионат Европы по волейболу среди женщин 1979 (квалификация);
- Чемпионат Европы по волейболу среди мужчин 1979;
- Чемпионат Европы по волейболу среди мужчин 1979 (квалификация);
- Чемпионат Северной, Центральной Америки и Карибского бассейна по волейболу среди женщин 1979;
- Чемпионат Северной, Центральной Америки и Карибского бассейна по волейболу среди мужчин 1979;
- Чемпионат Южной Америки по волейболу среди женщин 1979;
- Чемпионат Южной Америки по волейболу среди мужчин 1979;

### Снукер
- Кубок мира 1979 (снукер);
- Мастерс 1979 (снукер);
- Официальный рейтинг снукеристов на сезон 1978/1979;
- Официальный рейтинг снукеристов на сезон 1979/1980;
- Чемпионат Великобритании по снукеру 1979;
- Чемпионат мира по снукеру 1979;

### Футбол
- Матчи сборной СССР по футболу 1979;
- Кубок европейских чемпионов 1978/1979;
- Кубок европейских чемпионов 1979/1980;
- Кубок Либертадорес 1979;
- Кубок обладателей кубков УЕФА 1979/1980;
- Кубок чемпионов КОНКАКАФ 1979;
- Кубок обладателей кубков УЕФА 1978/1979;
- Кубок обладателей кубков УЕФА 1979/1980;
- Международный футбольный кубок 1979;
- Финал Кубка европейских чемпионов 1979;
- Финал Кубка обладателей кубков УЕФА 1979;
- Футбольные клубы СССР в еврокубках сезона 1978/1979;

### Хоккей с шайбой
- Кубок Вызова 1979;
- НХЛ в сезоне 1978/1979;
- НХЛ в сезоне 1979/1980;
- Суперсерия 1978/1979;
- Суперсерия 1979/1980;
- Чемпионат мира по хоккею с шайбой 1979;

### Шахматы
- Вейк-ан-Зее 1979;
- Межзональный турнир по шахматам 1979 (Рига);
- Межзональный турнир по шахматам 1979 (Рио-де-Жанейро);
- Монреаль 1979 (шахматный турнир);
- Нови-Сад 1979 (шахматный турнир);

## Моторные виды спорта
- Формула-1 в сезоне 1979;
- Чемпионат мира по ралли 1979;
- Ралли Дакар 1979;
- Чемпионат мира по ралли 1979;

## Персоналии

### Родились
- 05 февраля — Илария Сальватори — итальянская фехтовальщица-рапиристка, чемпионка мира, Европы и Олимпийских игр.
- 04 апреля — Максим Александрович Опалев — российский гребец на каноэ, олимпийский чемпион 2008 года, 11-кратный чемпион мира, многократный чемпион Европы и России.